# Chaitophorus salijaponicus
Chaitophorus salijaponicus är en insektsart som beskrevs av Essig och Kuwana 1918. Enligt Catalogue of Life ingår Chaitophorus salijaponicus i släktet Chaitophorus och familjen långrörsbladlöss, men enligt Dyntaxa är tillhörigheten istället släktet Chaitophorus och familjen borstbladlöss. Arten är reproducerande i Sverige.

## Underarter
Arten delas in i följande underarter:
- C. s. salijaponicus
- C. s. niger
- C. s. stroyani
- C. s. szelegiewiczi